# Шихаб, Захария
Захария Шихаб (араб. زكريا شهاب‎, р.5 марта 1926) — ливанский борец греко-римского стиля, призёр Олимпийских игр.
Захария Шихаб родился в 1926 году. В 1950 году он принял участие в Чемпионате мира в Стокгольме, но занял там лишь 11-е место. В 1952 году на Олимпийских играх в Хельсинки он завоевал серебряную медаль. В 1953 году он принял участие в Кубке мира в Неаполе, но там был лишь 6-м.